# Napomyza zimini
Napomyza zimini este o specie de muște din genul Napomyza, familia Agromyzidae, descrisă de Zlobin în anul 1993. Conform Catalogue of Life specia Napomyza zimini nu are subspecii cunoscute.